# Igreja dos Santos Apóstolos Pedro e Paulo (Katowice)

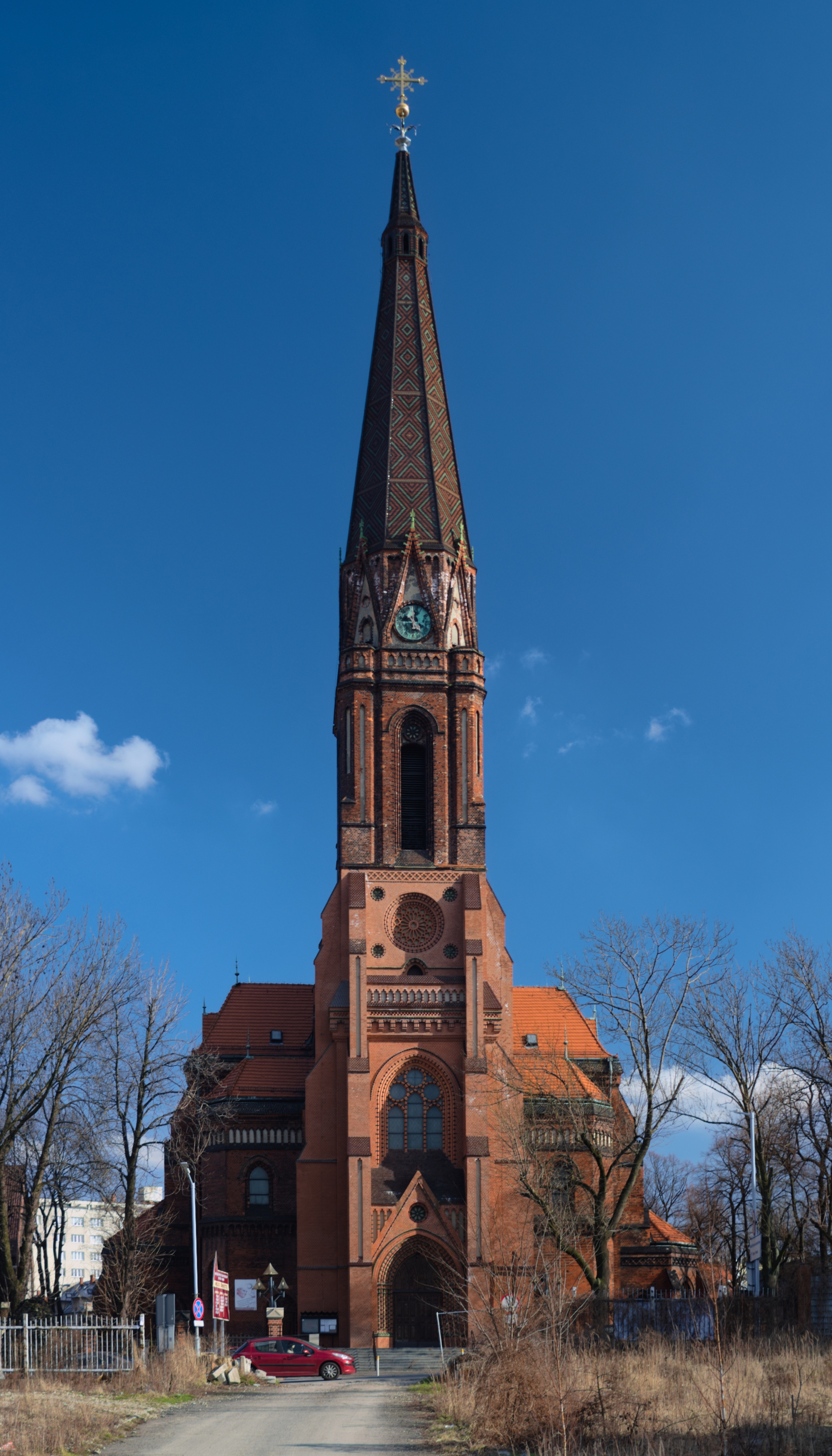
Igreja dos Santos Apóstolos Pedro e Paulo

A Igreja dos Santos Apóstolos Pedro e Paulo (em polaco Kościół Świętych Apostołów Piotra i Pawła w Katowicach) é um templo católico localizado no centro da cidade de Katowice, na região da Silésia polaca dedicado aos apóstolos Pedro e Paulo.
De estilo neogótico, a igreja começou a ser construída em 1 de maio de 1898 e foi concluída em 1902.

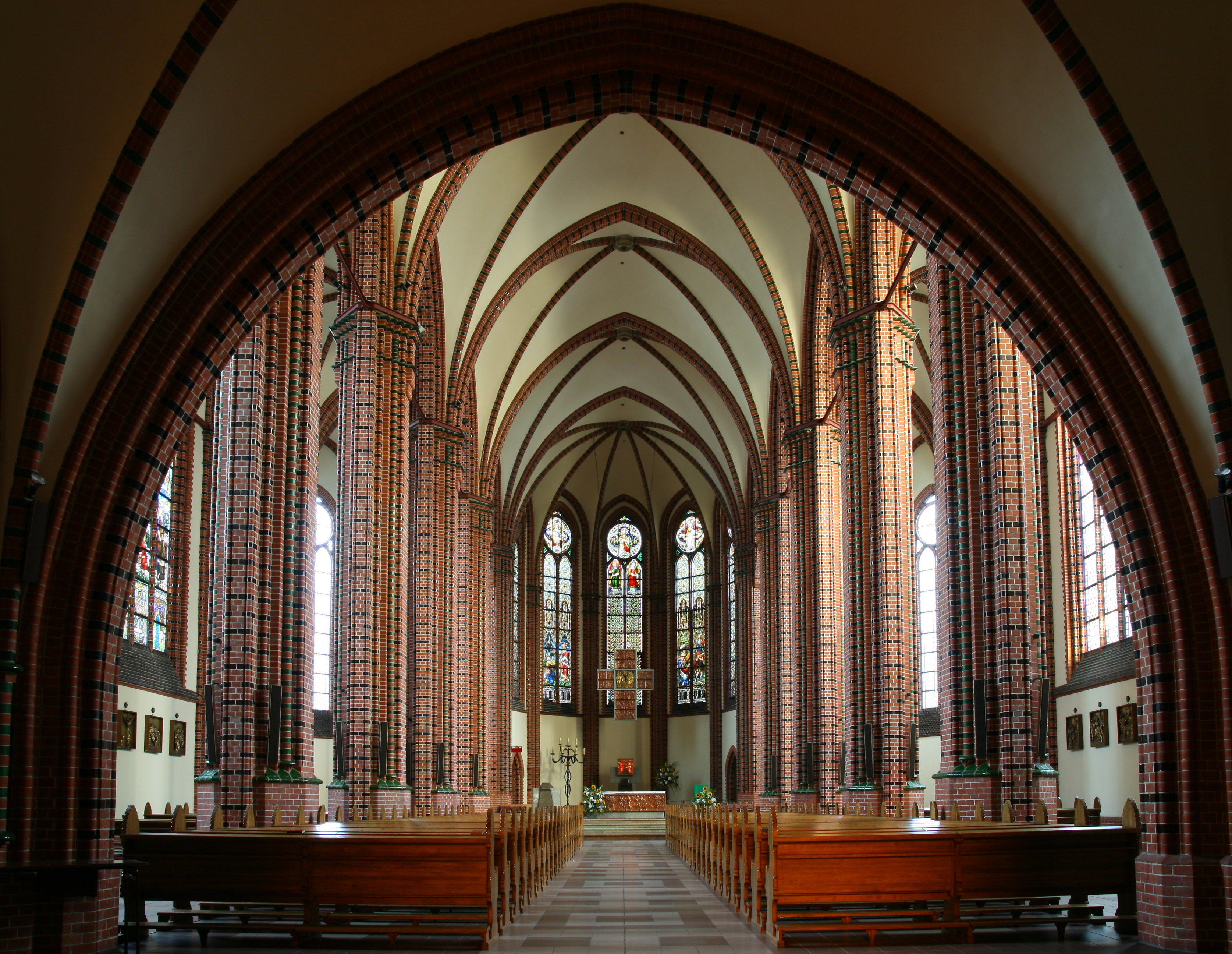
Interior da igreja